# یونیون میلز
یونیون میلز (به انگلیسی: Union Mills) یک روستا در بریتانیا است که در جزیره من واقع شده‌است.